# Murallas de Ston

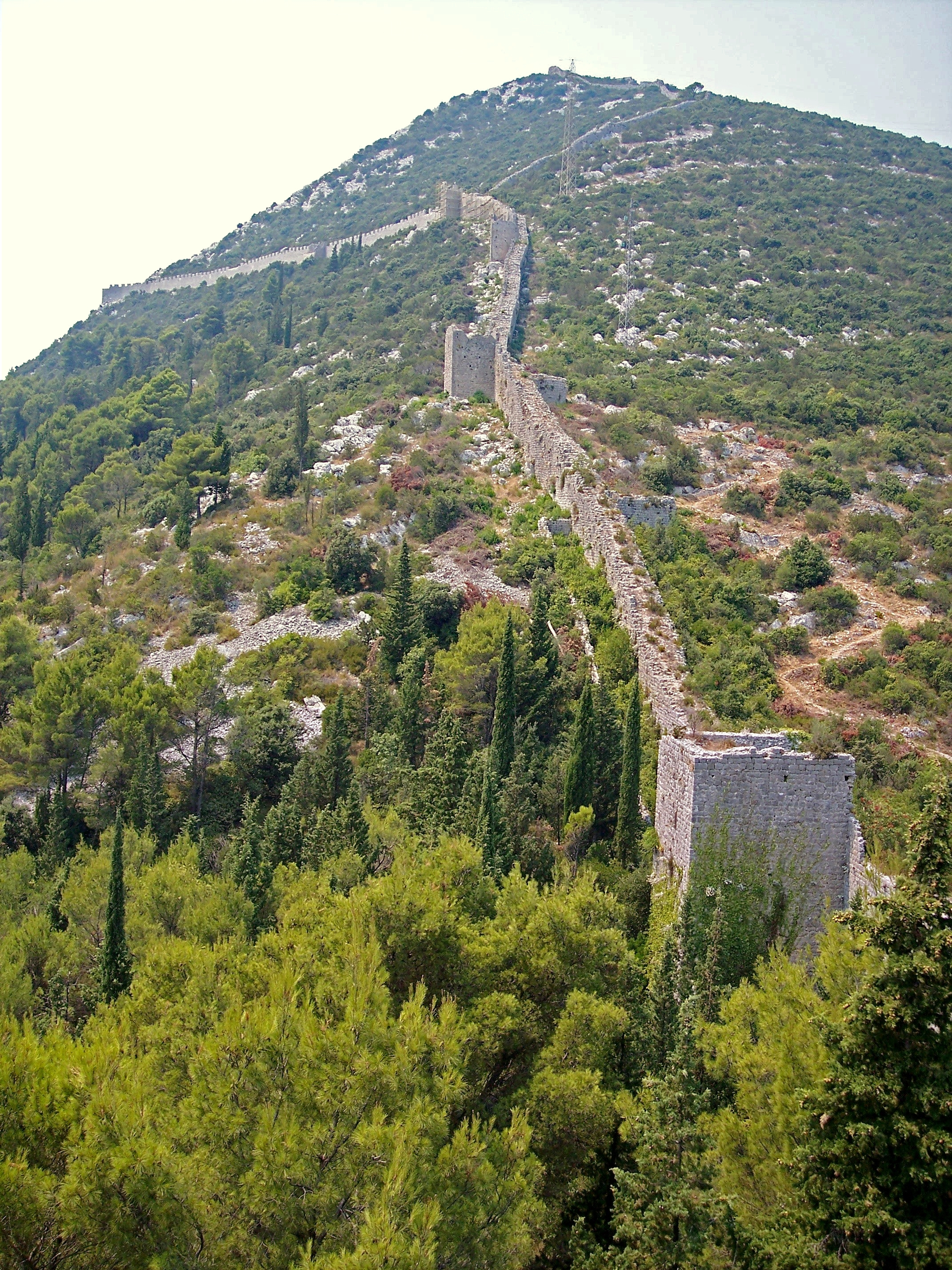
Murallas de Ston.

Las Murallas de Ston son una serie de murallas de piedra defensivas, originalmente de más 7 kilómetros (4.3 millas) de largo, que han rodeado y protegido la ciudad marítima de Ston, situada en el sur de Croacia. Es el segundo muro más largo de Europa, sólo superado por el Muro de Adriano entre Escocia e Inglaterra.
Las murallas de Ston han impresionado a los visitantes y es conocida como la "muralla de China de Europa".